# Ivatuba
Ivatuba ist ein brasilianisches Munizip im Bundesstaat Paraná. Es hat 2708 Einwohner (2022), die sich Ivatubenser nennen. Seine Fläche beträgt 97 km². Es liegt 344 Meter über dem Meeresspiegel.

## Etymologie
Die Einwohner von Ivatuba sagen gern, dass der Name ihrer Stadt Flor menina do Ivaí (deutsch: mädchenhafte Blüte des Ivaí) bedeute. Überliefert ist, dass die ersten Pioniere entlang des Ivaí ein Land mit fruchtbaren Pflanzen und vielen Blumen entdeckten und dem Ort deshalb diesen Namen gaben.

## Geschichte

### Besiedlung
Die ersten Pioniere kamen im April 1948 in die Region. Sie schlugen eine Schneise entlang des Baches Água Paiçandu und begannen mit der Anlage einer Kaffeeplantage. Die Besiedlung ging auf die Initiative von Primo Francisco Mazzucco und Estevão Grasso zurück, die ein Grundstück von der Pareja & Cia Ltda. kauften. Sie planten eine Stadt und begannen einen vielversprechenden Verkauf städtischer und ländlicher Grundstücke.
Die ersten Bewohner des Dorfes waren Santo Presa und Leonildo Coral, die am 19. August 1949 aus Santa Catarina kamen. Aurélio Semprebom eröffnete den ersten Lebensmittelladen und José Bendo die erste Töpferei.

### Erhebung zum Munizip
Ivatuba wurde durch das Staatsgesetz Nr. 666 vom  25. Juli 1960 in den Rang eines Munizips erhoben und am 18. November 1961 als Munizip installiert. Der amtliche Name lautet Município de Ivatuba. Seit 2005 ist Ivatuba Teil der Metropolregion Maringá.

## Geografie

### Fläche und Lage
Ivatuba liegt auf dem Terceiro Planalto Paranaense (der Dritten oder Guarapuava-Hochebene von Paraná) auf 23° 37′ 08″ südlicher Breite und 52° 13′ 15″ westlicher Länge. Es hat eine Fläche von 97 km². Es liegt auf einer Höhe von 344 Metern.

### Vegetation
Das Biom von Ivatuba ist Mata Atlântica.

### Klima
In Ivatuba herrscht tropisches Klima. Die meiste Zeit im Jahr ist mit erheblichem Niederschlag zu rechnen. Selbst im trockensten Monat fällt eine Menge Regen. Die Klimaklassifikation nach Köppen und Geiger lautet Af. Es herrscht im Jahresdurchschnitt eine Temperatur von 22,5 °C. Innerhalb eines Jahres gibt es 1539 mm Niederschlag.

### Gewässer
Der Ivaí bildet die südliche Grenze des Munizips. Ihm fließt entlang der nordwestlichen Grenze der Ribeirão Paiçandu zu.

### Straßen
Ivatuba ist über die PR-551 mit Doutor Camargo und Maringá verbunden.

### Nachbarmunizipien
|           | Doutor Camargo                              |          |
|           | Kompassrose, die auf Nachbargemeinden zeigt | Floresta |
| Terra Boa | Engenheiro Beltrão                          |          |

## Stadtverwaltung
Bürgermeister: Sérgio Santi, PSD (2021–2024)
Vizebürgermeister: Renato Gimenez Franco, Solidariedade (2021–2024)

## Demografie

### Bevölkerungsentwicklung
| Jahr | Einwohner | Stadt | Land |
| ---- | --------- | ----- | ---- |
| 1970 | 13.921    | 13 %  | 87 % |
| 1980 | 2.550     | 55 %  | 45 % |
| 1991 | 2.508     | 71 %  | 29 % |
| 2000 | 2.796     | 69 %  | 31 % |
| 2010 | 3.010     | 76 %  | 24 % |
| 2022 | 2.708     |       |      |

Quelle: IBGE (2011) und Volkszählung 2022

### Ethnische Zusammensetzung
| Gruppe *    | 1991    | 2000    | 2010    | wer sich als ...                                                                 |
| ----------- | ------- | ------- | ------- | -------------------------------------------------------------------------------- |
| Weiße       | 81,9 %  | 61,8 %  | 62,1 %  | weiß bezeichnet                                                                  |
| Schwarze    | 3,8 %   | 4,7 %   | 5,4 %   | schwarz bezeichnet                                                               |
| Gelbe       | 1,0 %   | 0,7 %   | 0,7 %   | von fernöstlicher Herkunft wie japanisch, chinesisch, koreanisch etc. bezeichnet |
| Braune      | 13,3 %  | 32,0 %  | 31,8 %  | braun oder als Mischung aus mehreren Gruppen bezeichnet                          |
| Indigene    | 0,0 %   | 0,3 %   | 0,0 %   | Ureinwohner oder Indio bezeichnet                                                |
| ohne Angabe | 0,0 %   | 0,5 %   | 0,0 %   |                                                                                  |
| Gesamt      | 100,0 % | 100,0 % | 100,0 % |                                                                                  |

*) Das IBGE verwendet für Volkszählungen ausschließlich diese fünf Gruppen. Es verzichtet bewusst auf Erläuterungen. Die Zugehörigkeit wird vom Einwohner selbst festgelegt.
Quelle: IBGE (Stand: 1991, 2000 und 2010)

## Wirtschaft und Umwelt
Die Gemeinde ist im Wesentlichen landwirtschaftlich geprägt. Sie hat ertragreiche Böden und verantwortungsbewusste Landwirte, die so arbeiten, dass sie sich als eine der Städte mit dem besten Bodenschutz auszeichnet.
Ihre Mülldeponie dient als regionales Modell für das Umweltbewusstsein der Gemeinde.
Mehr als 90 % der Straßen sind gepflastert, es gibt einen hervorragenden Baumbestand, schöne Plätze, eine Oase der Ruhe, und sogar der örtliche Friedhof wurde neu gestaltet und ist schön angelegt.